# Kızlarkayası

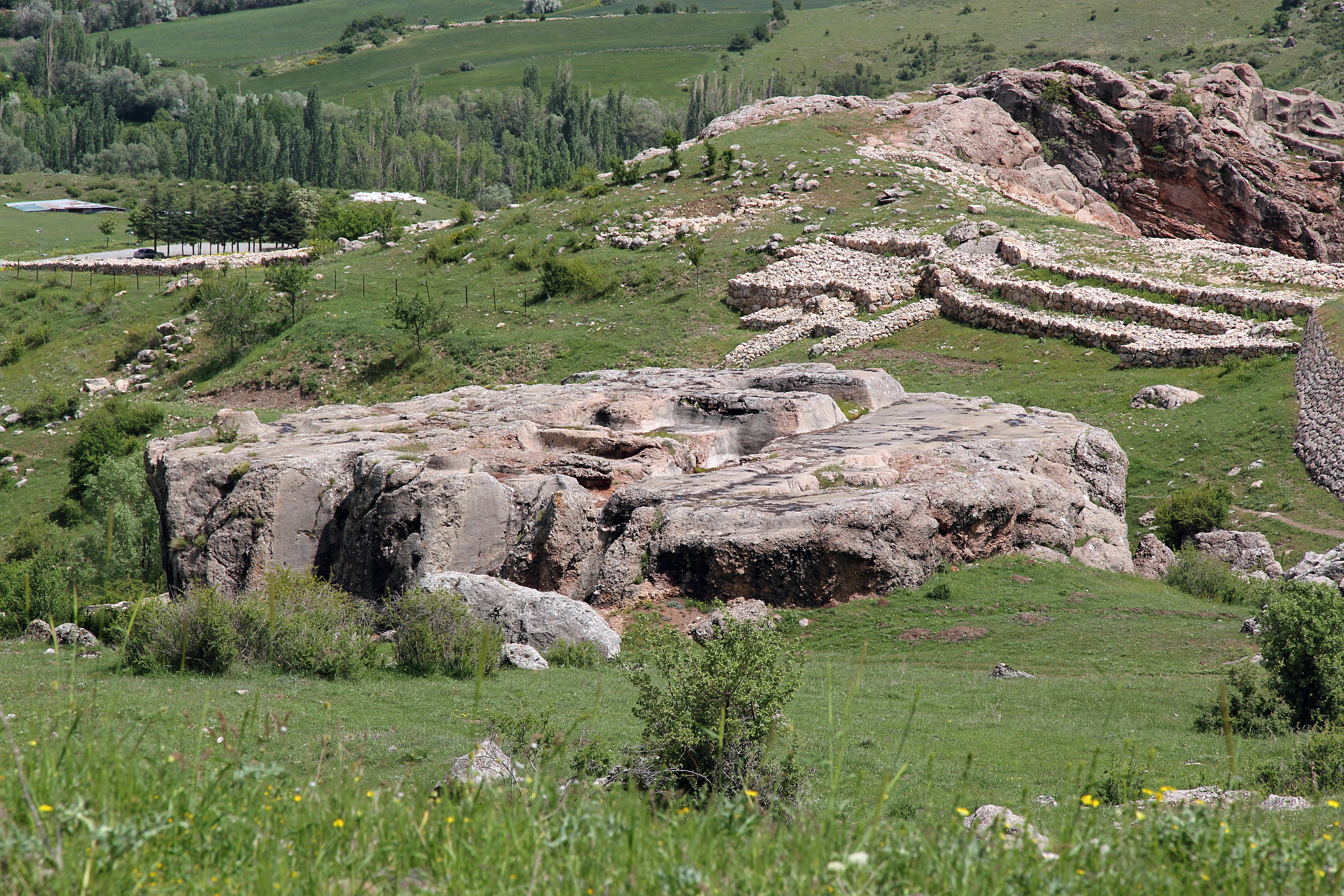
Kızlarkayası von Südwesten, im Hintergrund Kesikkaya

Kızlarkayası ist eine Felsformation auf dem Gebiet der hethitischen Hauptstadt Ḫattuša. Die gesamte Oberfläche des Felsens wurde in hethitischer Zeit geglättet und bearbeitet. Nach einer lokalen Überlieferung soll der Block früher das Bild eines Mädchens getragen haben, was ihm den türkischen Namen (Mädchenfelsen) verlieh.

## Lage
Das Areal von Ḫattuša liegt im nördlichen Zentralanatolien in der Türkei beim Ort Boğazkale (früher und in der archäologischen Literatur Boğazköy). Im Nordwesten des ausgegrabenen Bereiches liegt der Felsblock Kızlarkayası, südlich des Großen Tempels. 100 Meter nördlich liegt der ebenfalls bearbeitete und früher wohl bebaute Felsen Kesikkaya, etwa 300 Meter nordöstlich das sogenannte Haus am Hang.

## Forschungsgeschichte
1985 begann der damalige Grabungsleiter von Ḫattuša, Peter Neve, aufgrund von Raubgrabungen, den Hügel von Schutt zu befreien, zu vermessen und einen Plan zu erstellen. Wegen schlechten Wetters musste dieses Vorhaben aufgegeben werden und wurde nie fertiggestellt. Erst ab 2007 begann ein Team unter der Leitung des vorderasiatischen Archäologen Reinhard Dittmann im Rahmen der von Andreas Schachner geleiteten Ausgrabungen des Deutschen Archäologischen Instituts erneut, den Felsen zu reinigen, und erstellte darauf eine 1:50-Aufnahme des Geländes.

## Beschreibung

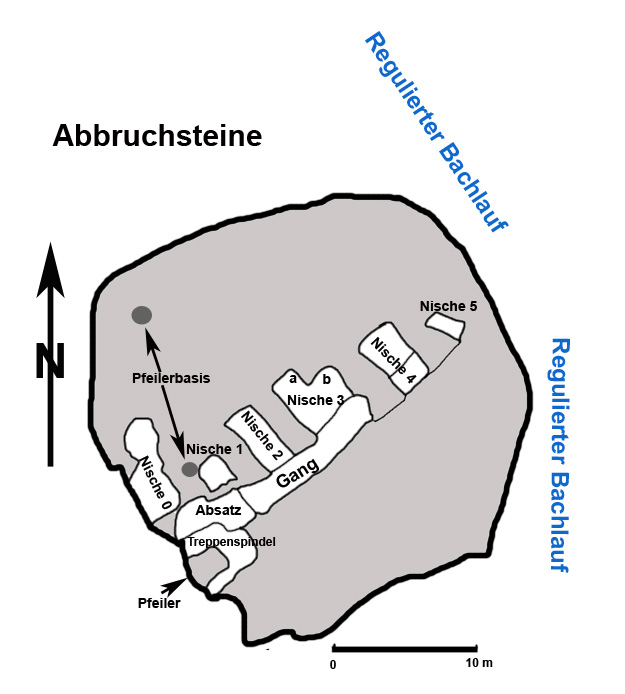
Plan von Kızlarkayası

Der Felsblock hat in Ost-West-Richtung eine Ausdehnung von 29 Metern und von Norden nach Südwesten 32 Meter. Im Osten erhebt er sich 7,5 bis 8 Meter über das umgebende Gelände, im Süden 4 Meter. Die Oberfläche ist fast vollständig in hethitischer Zeit geglättet worden, was – abgesehen von Erosionsspuren – auch heute noch zu sehen ist. Im Norden liegen verstreute Felsstücke im Gelände, die durch die erkennbare Oberflächenglättung als Abbrüche von Kızlarkayası angesehen werden können. Das lässt vermuten, dass die Struktur des Felsens in antiker Zeit noch wesentlich komplexer war, als es heute zu erkennen ist.
Die von anderen Felsen im Stadtgebiet, beispielsweise vom benachbarten Kesikkaya, bekannten Dübellöcher in der Oberfläche, die der Befestigung von Balken, Säulen oder Pfeilern dienten, treten hier nicht auf. Daraus lässt sich schließen, dass der Felsen keine aufgemauerten Gebäude trug. Allerdings ist er durch Bearbeitungen stark gegliedert. An der Südwestseite ist eine Nische (Nische 0) in den Felsen gearbeitet. Ihre Breite beträgt 5,5 Meter und die erhaltene Tiefe 2,25 Meter. Der Zugang zum Felsblock befand sich rechts daneben, wo sich um einen einzeln stehenden Felspfeiler wahrscheinlich eine Treppenspindel wand. Über einen gestuften Absatz gelangt man in einen 15 Meter langen, nach Nordosten führenden Gang mit einer Breite von 1,75 Metern und einer Tiefe von knapp einem Meter. Von diesem gehen mehrere Nischen nach Nordwesten ab. Nische 1 misst 3 × 2 Meter. Nische 2 ist 2 Meter breit und 4,5 Meter lang, ebenso der Teil 3a von Nische 3. Deren zweiter Teil 3b schließt daran an und misst 2,5 × 2 Meter. Zwei weitere Nischen, die keine Verbindung zum Gang haben, liegen erhöht und nordöstlich davon. Die gestufte Nische 4 hat Maße von 4,5 × 2,5 Meter, die am nordöstlichen Rand des Felsens liegende Nische 5 ist nur zu 2 × 1 Meter erhalten. Über die Funktion des Gangs und der Nischen ist noch keine Aussage möglich.
Auf der westlichen Oberfläche befinden sich zwei runde sogenannte Pfeilerbasen. Sie haben eine Höhe von einem Meter. Ihr oberer Durchmesser beträgt 1,50 Meter. Außerdem lässt sich eine Anzahl von Vertiefungen feststellen – Neve spricht von Schalensteinen oder Schalenfelsen – die sich ähnlich im gesamten Mittelmeerraum nachweisen lassen. Ihre Bedeutung ist ebenso ungeklärt wie die von über den Fels verteilten runden, bossenartigen Erhebungen von 30 Zentimetern Durchmesser und 1–3 Zentimetern Höhe. Das erwähnte Fehlen von Bohrlöchern an der Oberfläche deutet darauf hin, dass es sich bei Kızlarkayası nicht um den Sockel eines Gebäudes, sondern um eine Kultplattform handelt.
Bei den neuesten Arbeiten im Umfeld von Kızlarkayası stellte sich heraus, dass der dort früher verlaufende Bach Kızlarkayası Deresi in antiker Zeit mittels Bachsperren und gemauerten Wandungen reguliert wurde. Eine Datierung dieser Arbeiten ist nicht möglich, die Nähe zu Kızlarkayası lässt aber die hethitische Zeit vermuten.

## Interpretation
Sibilla Pierallini und Maciej Popko sehen in dem Felsen eine Stelen-Kultanlage der Sonnengöttin von Arinna und ihrer Begleiterin Mezulla. Nach hethitischen Texten passierte der Großkönig auf seinem Weg zur Residenz auf Büyükkale täglich diese Kultstelle. Vorher musste er an einer sogenannten tarnu-Anlage Reinigungsrituale vollziehen. Das bei jüngsten Ausgrabungen bei Kesikkaya gefundene Tor in der Poternenmauer könnte darauf hindeuten, dass diese Anlage im Umfeld von Kızlarkayası und Kesikkaya zu finden ist. Ob es sich bei Kızlarkayası um dieses tarnu und bei Kesikkaya um den Tempel handelt oder umgekehrt, oder ob die Anlage weiter entfernt im Bereich des heutigen Dorfes Boğazkale liegt, lässt sich beim gegenwärtigen Forschungsstand nicht klären.